# Lüganuse

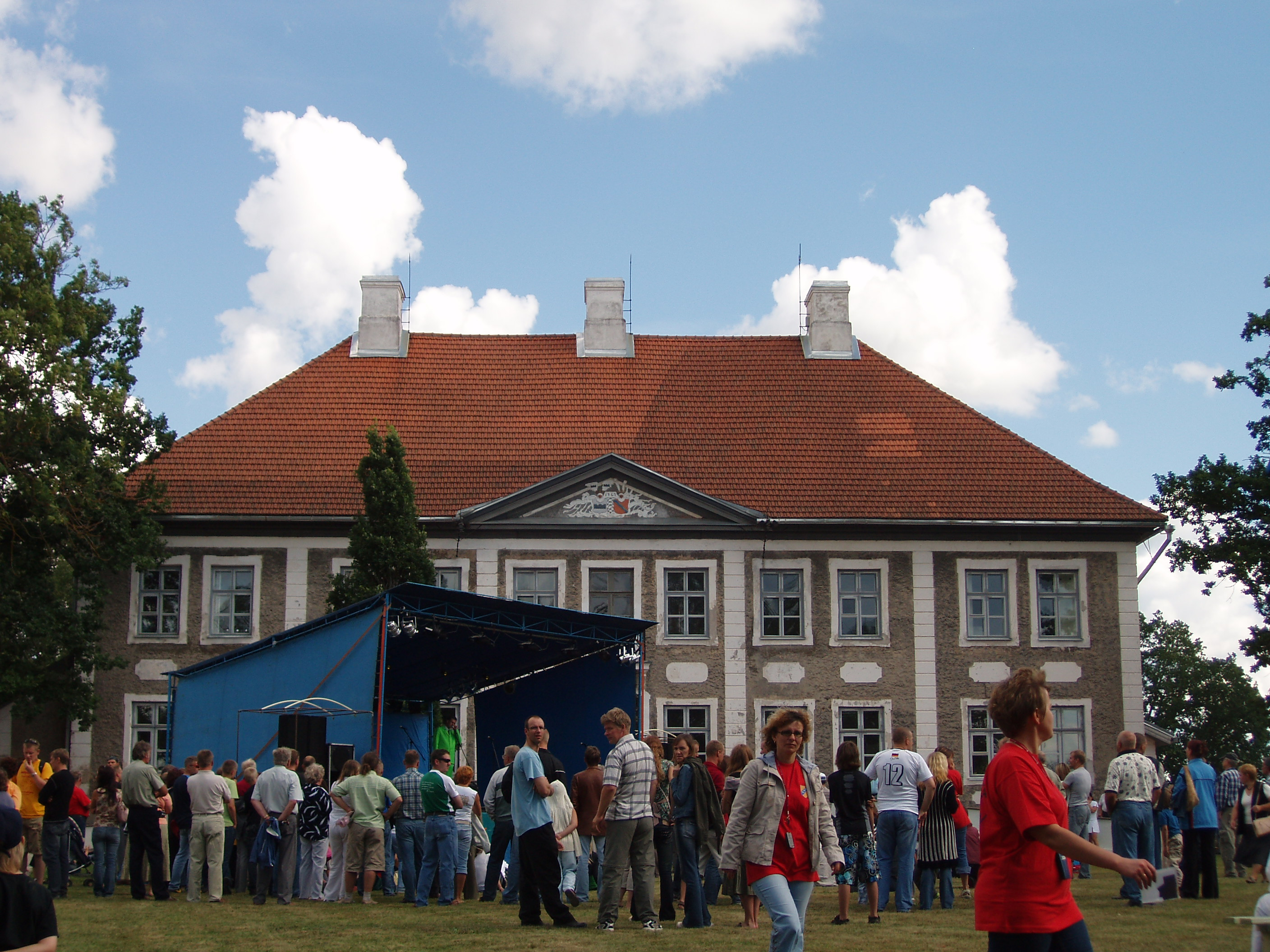
Château de Maidla, autrefois Wrangelstein

Lüganuse (avant 1919 : Luggenhusen) est un petit bourg (alevik) d’Estonie, centre administratif de la commune de Lüganuse, dans le Virumaa oriental (l’ancien Wierland). Sa population était de 496 habitants au 31 décembre 2007.

## Histoire
Lüganuse a été mentionné pour la première fois par écrit sous le nom de Lygenus au XIIIe siècle dans le Liber Census Daniæ du roi Valdemar II de Danemark. La paroisse est depuis dédiée à saint Jean-Baptiste.
La paroisse (Kirchspiel) comptait avant 1919 neuf domaines, un pastorat, six domaines seigneuriaux (Rittergut) et deux fermes domaniales. L’église paroissiale était située dans la localité de Püssi (anciennement Neu Isenhof). Les manoirs les plus importants étaient ceux de Haakhof (aujourd’hui Aa), Wrangelstein (aujourd’hui Maidla), Alt Isenhof (aujourd’hui Purtse),  et Sackhof (aujourd’hui Saka).

## Architecture
- Église Saint-Jean, XIVe siècle